# Гаплогруппа R-M198
Гаплогруппа R-M198 или R1a1a — гаплогруппа Y-хромосомы, которая происходит от Y-хромосомной гаплогруппы R1a1 (M459).

## Палеогенетика
R1a-M198 был определена у обитателя эпохи неолита Глазковского некрополя (8000—7000 л. н.) в Иркутской области.

## Субклады
- R1a1a
  - R1a1a1 : M417
    - R1a1a1a : CTS4385
    -  R1a1a1b : Z645

  -  R1a1a2 : YP1051
    -  R1a1a2a : Y8856

## Распространение
Иран (M198*) — 13,9 %
Киргизы — 42 %
Белуджи | Систан и Белуджистан — 25,0 %
Bandari | Хормозган — 21,4 %
Персы | Хорасан — 20,3 %
Курды в Иране | Курдистан (остан) — 20,3 %
Азери | Западный Азербайджан — 19,0 %
Gheshmi | Хормозган — 18,4 %
Персы | Исфахан (остан) — 18,2 %
Зороастрийцы в Иране | Йезд (остан) — 17,6 %
Афро-иранцы | Хормозган — 16,7 %
Туркмены в Иране | Голестан — 14,5 %
Персы | Йезд (остан) — 12,8 %
Ассирийцы | Западный Азербайджан — 10,3 %
Мазендеранцы | Мазендеран — 9,7 %
Гиляки | Гилян — 9,4 %
Луры | Лурестан — 5,9 %
Персы | Фарс (остан) — 4,5 %
Арабы в Иране | Хузестан — 3,5 %
Армяне в Иране | Тегеран (остан) — 2,9 %
Волго-Уральский регион.:
- казанские татары — 20,8 %
- чуваши — 29,5 %
- марийцы — 20,5 %
- мордва — 42,4 %
- коми-зыряне — 22,5 %
- удмурты — 17 %
- бесермяне — 32 %
- бурзянские башкиры — 34,5 %

## Палеогенетика

### Бронзовый век
Таримские мумии
- Сяохэ[англ.] — Лобнор, СУАР — Китай — 3980 ± 40 BP.[3]

106, 111, 115, 136, 139 — М — R1a1a : C4
120, 121 — М — R1a1a : R*

### Железный век
Саки (племена)
- DA130 — Орнек, курган 2 — Тянь-Шань, Казахстан — 4-3 вв. до н. э. (2232 BP) — М — R1a1a : G2a1.[4]

Хунну
- MNX3 — Дуурлинг Нарз — Монголия — 300—100 BC — М — R1a1a : U2e1.[5]

Сарматы
- DA145 — Камышевахский X, курган 2, п.1 — Ростовская область, Россия — I в. (1933 BP) — R1a1a : U2e1h.[4]

### Средние века
Номады
- DA94 — Спартак, курган 1, п.5 — Павлодар, Казахстан — 1129 BP — М — R1a1a : Z1a1.[4]

Монголы
- ZAM001 | AT-390 — Zambaga Khairkhan — Дундговь, Монголия — XIV век — М — R1a1a (L449; M512) : D4q.[6]

## Публикации
2010
- Li C, Li H, Cui Y; et al. (2010-02-17). Evidence that a West-East admixed population lived in the Tarim Basin as early as the early Bronze Age. BMC Biology. 8 (15). doi:10.1186/1741-7007-8-15. PMID 20163704. {{cite journal}}: Явное указание et al. в: |author= (справка)Википедия:Обслуживание CS1 (множественные имена: authors list) (ссылка) Википедия:Обслуживание CS1 (не помеченный открытым DOI) (ссылка)
- Kim K, Brenner CH, Mair VH; et al. (July 2010). A western Eurasian male is found in 2000‐year‐old elite Xiongnu cemetery in Northeast Mongolia. American Journal of Physical Anthropology. 142 (3): 429–440. doi:10.1002/ajpa.21242. PMID 20091844. {{cite journal}}: Явное указание et al. в: |author= (справка)Википедия:Обслуживание CS1 (множественные имена: authors list) (ссылка)

2012
- Grugni V, Battaglia V, Hooshiar Kashani B; et al. (July 2012). Ancient Migratory Events in the Middle East: New Clues from the Y-Chromosome Variation of Modern Iranians. PLOS One. 7 (7). doi:10.1371/journal.pone.0041252. PMID 22815981. {{cite journal}}: Явное указание et al. в: |author= (справка)Википедия:Обслуживание CS1 (множественные имена: authors list) (ссылка) Википедия:Обслуживание CS1 (не помеченный открытым DOI) (ссылка)

2018
- Damgaard, P.d.B., Marchi, N., Rasmussen, S. et al. 137 ancient human genomes from across the Eurasian steppes. Nature (9 мая 2018).

2020
- Jeong C, Wang K, Wilkin S; et al. (November 2020). A Dynamic 6,000-Year Genetic History of Eurasia's Eastern Steppe. Cell. 183 (4). doi:10.1016/j.cell.2020.10.015. {{cite journal}}: Явное указание et al. в: |author= (справка)Википедия:Обслуживание CS1 (множественные имена: authors list) (ссылка)